# Pajusaari (ö i Norra Österbotten, Koillismaa, lat 66,09, long 29,46)
Pajusaari är en ö i Finland. Den ligger i sjön Kurikkalampi och i kommunen Kuusamo i den ekonomiska regionen  Koillismaa ekonomiska region  och landskapet Norra Österbotten, i den nordöstra delen av landet, 700 km norr om huvudstaden Helsingfors. Öns area är omkring 570 kvadratmeter och dess största längd är 40 meter i öst-västlig riktning.